# Ferdinand Tige
Ferdinand říšský hrabě von Tige (francouzsky Ferdinand comte de Tige) (21. září 1719 Sibiu – 21. září 1811 Vídeň) byl rakouský generál francouzského původu. V císařské armádě sloužil od roku 1743 a byl účastníkem několika dynastických válek 18. století. V roce 1789 dosáhl hodnosti generála jezdectva a v letech 1796–1801 zastával funkci prezidenta Dvorské válečné rady.

## Životopis
Pocházel ze staré šlechtické rodiny z Lotrinska, narodil se jako syn generála Johanna Karla Tige (1662–1729), zemského velitele v Sedmihradsku. Do císařské armády vstoupil v roce 1743 jako kornet ke kyrysnickému pluku. Za sedmileté války rychle postupoval v hodnostech (major 1757, podplukovník 1758). V roce 1766 byl povýšen na plukovníka a stal se velitelem kyrysnického pluku č. 1. V roce 1773 dosáhl hodnosti generálmajora a v roce 1784 byl povýšen na polního podmaršála. Zúčastnil se války proti Turecku a v roce 1789 byl penzionován v hodnosti generála jezdectva.
Na začátku válek s revoluční Francií byl znovu povolán do aktivní služby a v letech 1791–1796 byl viceprezidentem Dvorské válečné rady, respektive ředitelem její soudní sekce. Nakonec po úmrtí hraběte Nostic-Rienecka byl jmenován prezidentem Dvorské válečné rady (Hofkriegsrat) a vedl ji pět let (1796–1801). Realizoval několik reforem v armádě, zaměřil se především na zlepšení výcviku ve střelbě a zavedení lehčích pušek. U pěchoty byly zrušeny šavle. Po prohrané válce s Francií byl z funkce odvolán v lednu 1801, v armádě byl ale formálně penzionován až v roce 1808.
Od dětství užíval titul hraběte, který byl jeho otci v Říši potvrzen v roce 1722. V roce 1769 byl jmenován c. k. komořím a v roce 1793 obdržel titul c. k. tajného rady s nárokem na oslovení Excelence, zároveň získal roční penzi ve výši 2 000 zlatých. Od roku 1781 byl čestným majitelem 5. dragounského pluku, později přejmenovaného na 15. pluk a nakonec na 13. dragounský pluk umístěný v Klatovech.
Jeho manželkou byla Antonie, rozená hraběnka Larischová, dcera Jana Františka Larische a Marie Anny, rozené Kozové z Hradiště. Z manželství se narodil syn Franz Karl (1754–1816), který za napoleonských válek dosáhl hodnosti generálmajora. V armádě sloužili i potomci v dalších generacích, posledním potomkem rodu byl c.k. generálmajor hrabě Ernst von Tige (1829–1895).